# Bảng tuần hoàn mở rộng
Bảng tuần hoàn mở rộng đưa ra giả thuyết về các nguyên tố hóa học ngoài những yếu tố hiện được biết đến và được chứng minh thông qua oganesson, hoàn thành giai đoạn thứ bảy (hàng) trong bảng tuần hoàn tại số nguyên tử (Z) 127.
Nếu các yếu tố tiếp theo có số nguyên tử cao hơn mức này được phát hiện, chúng sẽ được đặt trong các giai đoạn bổ sung, được đặt ra (như với các giai đoạn hiện tại) để minh họa các xu hướng định kỳ định kỳ trong các thuộc tính của các yếu tố liên quan. Bất kỳ giai đoạn bổ sung nào cũng được dự kiến sẽ chứa số lượng phần tử lớn hơn giai đoạn thứ bảy, vì chúng được tính toán để có một khối g được gọi là bổ sung, chứa ít nhất 18 phần tử với quỹ đạo g được lấp đầy một phần trong mỗi giai đoạn. bảng giai đoạn có chứa khối này được đề xuất bởi Glenn T. Seaborg năm 1969. Phần tử đầu tiên của khối g có thể có số nguyên tử 121, và do đó sẽ có tên hệ thống unbiunium. Mặc dù có nhiều tìm kiếm, không có yếu tố nào trong khu vực này được tổng hợp hoặc phát hiện trong tự nhiên.
Theo phép tính gần đúng quỹ đạo trong các mô tả cơ học lượng tử về cấu trúc nguyên tử, khối g sẽ tương ứng với các nguyên tố có quỹ đạo g được lấp đầy một phần, nhưng hiệu ứng ghép quỹ đạo quay làm giảm đáng kể tính gần đúng của quỹ đạo đối với các nguyên tố có số nguyên tử cao. Mặc dù phiên bản kéo dài của Seaborg có các yếu tố nặng hơn theo mô hình được đặt bởi các yếu tố nhẹ hơn, vì nó không tính đến các hiệu ứng tương đối tính, nhưng các mô hình có tính đến các hiệu ứng tương đối tính thì không. Pekka Pyykkö và Burkhard Fricke đã sử dụng mô hình máy tính để tính toán vị trí của các phần tử lên tới Z = 172, và thấy rằng một số đã bị dịch chuyển khỏi quy tắc Madelung. Do kết quả của sự không chắc chắn và thay đổi trong dự đoán tính chất hóa học và vật lý của các nguyên tố vượt quá 120, hiện tại không có sự đồng thuận về vị trí của chúng trong bảng tuần hoàn mở rộng.
Các nguyên tố trong khu vực này có khả năng rất không ổn định liên quan đến sự phân rã phóng xạ và trải qua quá trình phân rã alpha hoặc phân hạch tự phát với thời gian bán hủy cực ngắn, mặc dù nguyên tố 126 được giả thuyết là nằm trong một hòn đảo ổn định có khả năng chống phân hạch nhưng không phải là alpha sâu răng Các đảo ổn định khác ngoài các yếu tố đã biết cũng có thể có thể, bao gồm một lý thuyết xoay quanh nguyên tố 164, mặc dù mức độ ảnh hưởng ổn định từ vỏ hạt nhân kín là không chắc chắn. Không rõ có bao nhiêu yếu tố ngoài hòn đảo ổn định dự kiến là có thể về mặt vật lý, liệu giai đoạn 8 đã hoàn thành hay nếu có giai đoạn 9. Liên minh Hóa học thuần túy và ứng dụng quốc tế (IUPAC) xác định một nguyên tố tồn tại nếu thời gian tồn tại của nó dài hơn 10−14 giây, đó là thời gian cần thiết để hạt nhân hình thành đám mây điện tử.
Ngay từ năm 1940, đã lưu ý rằng một cách giải thích đơn giản về phương trình Dirac tương đối tính gặp phải các vấn đề với quỹ đạo electron ở Z > 1/α ≈ 137, cho thấy các nguyên tử trung tính không thể tồn tại ngoài nguyên tố 137 và một bảng tuần hoàn các nguyên tố dựa trên do đó, trên quỹ đạo của electron bị phá vỡ tại thời điểm này. Mặt khác, một phân tích chặt chẽ hơn sẽ tính toán giới hạn tương tự là Z ≈ 173 trong đó các phần tử con 1 lặn xuống biển Dirac và thay vào đó, nó không phải là các nguyên tử trung tính không thể tồn tại ngoài nguyên tố 173, mà là hạt nhân trần, do đó không tạo ra trở ngại cho việc mở rộng hơn nữa của hệ thống định kỳ. Các nguyên tử vượt quá số nguyên tử quan trọng này được gọi là các nguyên tử siêu tới hạn.
| Chú giải |                   |              |                  |           |           |                      |              |         |                      |                       |          |
| \| Kim loại kiềm \| Kim loại kiềm thổ \| Siêu actinit \| Eka-siêu actinit \| Họ lantan \| Họ actini \| Kim loại chuyển tiếp \| Kim loại yếu \| Á kim \| Phi kim đa nguyên tử \| Phi kim hai nguyên tử \| Khí hiếm \| \| dự đoán \| dự đoán \| dự đoán \| dự đoán \| \| \| dự đoán \| dự đoán \| dự đoán \| dự đoán \| dự đoán \| dự đoán \| |                   |              |                  |           |           |                      |              |         |                      |                       |          |
| Kim loại kiềm | Kim loại kiềm thổ | Siêu actinit | Eka-siêu actinit | Họ lantan | Họ actini | Kim loại chuyển tiếp | Kim loại yếu | Á kim   | Phi kim đa nguyên tử | Phi kim hai nguyên tử | Khí hiếm |
| dự đoán | dự đoán           | dự đoán      | dự đoán          |           |           | dự đoán              | dự đoán      | dự đoán | dự đoán              | dự đoán               | dự đoán  |